# Ben Hardy
Ben Hardy, pseudonimo di Benjamin Jones (Bournemouth, 2 gennaio 1991), è un attore britannico, noto per il ruolo di Roger Taylor in Bohemian Rhapsody e nel ruolo di "Quattro" in 6 Underground.

## Biografia
Nato in Inghilterra col nome di battesimo di Benjamin Jones, Hardy cresce a Sherborne nella contea del Dorset, dove frequenta gli studi presso la Gryphon School. Comincia la sua carriera di attore nel 2012, partecipando all'opera teatrale scritta da David Hare, The Judas Kiss, nel ruolo di Arthur Wellesley, un membro del personale d'hotel, che dall'Hampstead Theatre di Londra lo porterà in tour per tutto il Regno Unito.
Ha interpretato il ruolo di Peter Beale nella soap opera inglese EastEnders, trasmessa dall'emittente televisiva BBC, nonché il ruolo di  Warren Worthington III / Angelo nel film del 2016 X-Men - Apocalisse diretto da Bryan Singer. Nel 2018 ha interpretato Roger Taylor, il batterista dei Queen, nel biopic Bohemian Rhapsody.
Nel 2019 recita nel ruolo di "Parkour Expert" in 6 Underground su Netflix.

## Filmografia

### Cinema
- X-Men - Apocalisse (X-Men: Apocalypse), regia di Bryan Singer (2016)
- Fire Squad - Incubo di fuoco (Only the Brave), regia di Joseph Kosinski (2017)
- Mary Shelley - Un amore immortale (Mary Shelley), regia di Haifaa al-Mansour (2017)
- Bohemian Rhapsody, regia di Bryan Singer (2018)
- 6 Underground, regia di Michael Bay (2019)
- Pixie, regia di Barnaby Thompson (2020)
- The Voyeurs, regia di Michael Mohan (2021)
- La probabilità statistica dell'amore a prima vista (Love at First Sight), regia Vanessa Caswill (2023)
- Unicorns, regia di Sally El Hosaini e James Krishna Floyd (2023)
- The Conjuring - Il rito finale (The Conjuring - Last Rites), regia di Michael Chaves (2025)

### Televisione
- L'amore e la vita - Call the Midwife – serie TV, 1 episodio (2012)
- EastEnders – soap, 189 episodi (2013-2015)
- The Woman in White – miniserie TV, 5 puntate (2018)

## Teatro
- The Judas Kiss di David Hare, regia di Neil Armfield. Hampstead Theatre e Duke of York's Theatre di Londra (2012)

## Doppiatori italiani
- Federico Viola in Bohemian Rhapsody, 6 Underground
- David Chevalier in  X-Men - Apocalypse
- Manuel Meli in Fire Squad - Incubo di fuoco
- Angelo Evangelista in Mary Shelley - Un amore immortale
- Davide Farronato in The Voyeurs